# Achim
Achim es una ciudad alemana del estado federado de Baja Sajonia. Está localizado a 17 km al noroeste de Verden y 16 km al sureste de Bremen.

## Geografía
Achim se encuentra en el valle del río Weser. El ecosistema de la región consiste principalmente en brezales. 
En la subdivisión municipal de Baden, hay unas elevaciones conocidas como las montañas Badener que se elevan hasta unos 40 m s. n. m. Al este de estas colinas, también hay dunas de arena. 

### División administrativa
Se divide esta ciudad en nueve subdivisiones municipales:
- Dos áreas urbanas:

1. Bollen
2. Embsen.

- Siete distritos:

1. Achim
2. Baden
3. Badenermoor
4. Bierden
5. Borstel
6. Uesen
7. Uphusen

## Historia

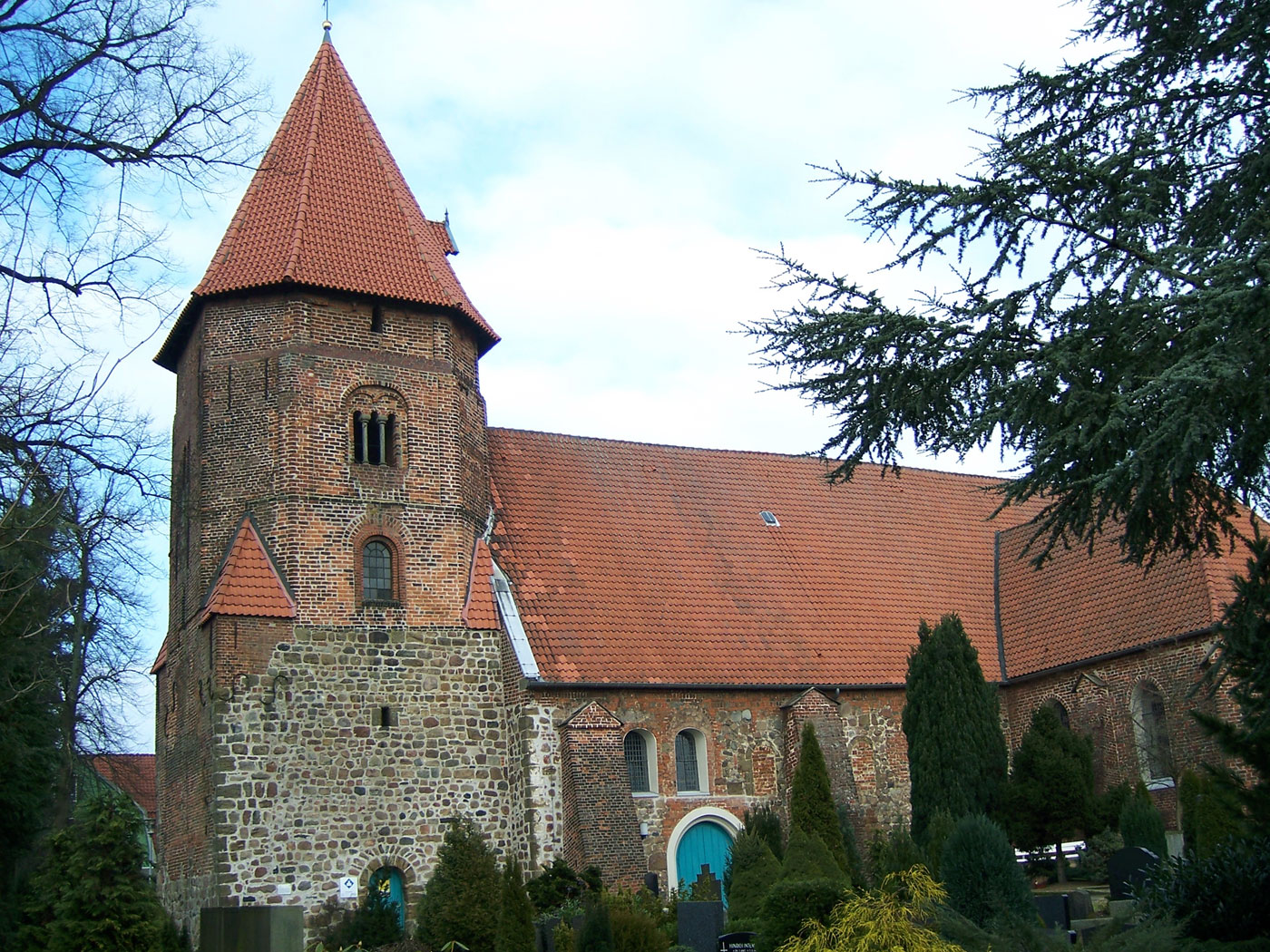
Iglesia de San Laurencio en Achim.

La primera mención de esta localidad fue en 1091 con el nombre de Acheim. En 1257, fue construida la Iglesia de San Laurencio, que aún existe. Desde entonces, ha pertenecido a la Arquidiócesis de Bremen. Durante la Guerra de Sucesión Luneburguesa (1370-1388), Achim fue incendiada en 1381 en el curso de los combates. 
En 1648, la arquediócesis fue transformada en el Ducado de Bremen, que en ese tiempo estuvo controlado por el reino de Suecia.  Posteriormente, en 1712 este ducado estuvo en control de Dinamarca hasta 1715, cuando fue ocupado por el Electorado de Brunswick-Lüneburg. En 1814, este reino se transformó en el Reino de Hanóver. 
Desde 1847, ha existido una estación de tren en Achim. Dicha parada se encuentra a medio camino entre Bremen y Wunstorf, una localidad dentro de Hanóver.
El 6 de noviembre de 1932, se fusionó el distrito de Achim en el de Verden. A Achim le fue otorgado el estatus de ciudad el 1 de mayo de 1949. Esta ciudad tiene como ciudades hermanadas a Cēsis, Letonia desde 1992 y a Nowa Sól, Polonia.